# روزگار شاهزاده
روزگار شاهزاده (انگلیسی: Princess Hours; کره‌ای: 궁) یک مجموعهٔ تلویزیونی کره جنوبی سال ۲۰۰۶ با بازی یون اون-هه، جو جی هون، کیم جونگ-هون و سونگ جی-هیو است. این مجموعه بر پایهٔ مانهوای گونگ اثر پارک سو هی است. روزگار شاهزاده از ۱۱ ژانویه تا ۳۰ مارس ۲۰۰۶، روزهای چهارشنبه و پنجشنبه ساعت ۲۱:۵۵ (کی‌اس‌تی) از ام‌بی‌سی برای ۲۴ قسمت پخش شد.

## خلاصهٔ داستان
این مجموعه در مورد خانواده سلطنتی کره در قرن ۲۱ است. وقتی پادشاه مریض می‌شود، خانواده سلطنتی تصمیم می‌گیرند برای پسرشان لی شین (جو جی هون) همسر انتخاب کنند. بنا به یک توافق قدیمی بین پدربزرگ لی شین و دختری از خانواده معمولی به نام شین چه کیونگ (یون اون-هه)، این دو با هم ازدواج می‌کنند. لی شین یک دختر بالرین (سونگ جی-هیو) را دوست دارد اما به خاطر آنکه دختر می‌خواسته یک بالرین حرفه‌ای شود و به آرزوهایش برسد، خواستگاری لی شین را رد می‌کند. چه کیونگ هم به خاطر وضع مالی خانواده‌اش قبول می‌کند با لی شین ازدواج کند. در این حین پسر عموی لی شین به نام لی یول (کیم جونگ-هیون) و مادرش از لندن می‌آیند. پدر لی یول پادشاه سابق و برادر بزرگ پادشاه فعلی بود و پس از مرگ او، پسر و همسرش از قصر رفته بودند؛ چون مشخص شده بود مادر لی یول با پادشاه فعلی رابطهٔ مشکوکی داشته‌است. حالا مادر لی یول برگشته است تا پسرش را به تاج و تخت بنشاند. لی یول هم می‌خواهد پادشاه بشود؛ اما عاشق زن پسر عمویش که چه کیونگ است شده و به خاطر او حاضر است از تاج و تخت بگذرد.

## بازیگران

### اصلی
- یون اون هه در نقش شین چه کیونگ[۲]
- جو جی هون در نقش پرنس لی شین[۲]
- کیم جونگ-هون در نقش پرنس لی یول
- سونگ جی هیو در نقش مین هیو رین[۲]